# Sematophyllum cuspidiferum
Sematophyllum cuspidiferum là một loài Rêu trong họ Sematophyllaceae. Loài này được Mitt. miêu tả khoa học đầu tiên năm 1869.